# Кормей-ан-Вексен
Кормей-ан-Вексен (фр. Cormeilles-en-Vexin) — муниципалитет во Франции, в регионе Иль-де-Франс, департамент Валь-д'Уаз. Население — 863 человека (1999).
Муниципалитет расположен на расстоянии около 38 км северо-западнее Парижа, 10 км севернее Сержи.

## Демография
Динамика населения (Cassini и INSEE):